# Paulo Dybala
Paulo Exequiel Dybala (Laguna Larga, 1993. november 15. –) világbajnok argentin-olasz származású argentin válogatott labdarúgó, aki jelenleg a AS Roma  játékosa.

## Pályafutása
2003-tól az argentin Instituto korosztályos csapatában játszott,míg 2011-ben fel nem került a felnőttcsapathoz. 1 szezont játszott le az Institoban, ahol 38 mérkőzésen 17-szer volt eredményes. 2012. április 29-én a Palermo leigazolta őt. A Palermo elnöke Maurizio Zamparini azt nyilatkozta a leigazolásakor, hogy "Ő az új Sergio Agüero". 
A 12-13-as szezonban 28-szor lépett pályára a Palermo színeiben ezeken mindössze 3 gólig jutott. A csapata így ki is esett az élvonalból és folytatta az olasz másodosztályban. A következő szezonban 30 mérkőzésen játszott, amiken 5-ször szerzett gólt. Csapatával visszakerült az olasz legfelsőbb osztályba. Ebben a szezonban már nagyon jó teljesítményt nyújtott így 34 olasz bajnokin 13 gólig jutott és e mellé még 10-szer elő is készített. A teljesítményével számos nagy klubnak felkeltette az érdeklődését az argentin gólvágó, és így a szezon végén el is igazolt az olasz bajnokhoz, a Juventus csapatához. 32 millióért igazolta le a Juve és a 21-es mezszámot kapta, ami korábban Andrea Pirlo, Lilian Thuram és Zinedine Zidane száma is volt. Dybala 19 gólig jutott az olasz ligában az 1. szezonjában, a szezonban összesen 23 gólig.[forrás?]

## Statisztika

### Klubcsapatban
Legutóbb 2020. július 26-án lett frissítve. 
| Klub             | Szezon           | Bajnokság | Bajnokság | Kupa  | Kupa  | Olasz Szuperkupa | Olasz Szuperkupa | Bajnokok Ligája | Bajnokok Ligája | Összesen | Összesen |
| Klub             | Szezon           | Mérk.     | Gólok     | Mérk. | Gólok | Mérk.            | Gólok            | Mérk.           | Gólok           | Mérk.    | Gólok    |
| ---------------- | ---------------- | --------- | --------- | ----- | ----- | ---------------- | ---------------- | --------------- | --------------- | -------- | -------- |
| Instituto        |                  |           |           |       |       |                  |                  |                 |                 |          |          |
| 2011–12          | 38               | 17        | 0         | 0     | —     | —                | —                | —               | 38              | 17       |          |
| Összesen         | Összesen         | 38        | 17        | 0     | 0     | —                | —                | —               | —               | 38       | 17       |
| Palermo          |                  |           |           |       |       |                  |                  |                 |                 |          |          |
| 2012–13          | 27               | 3         | 1         | 0     | —     | —                | —                | —               | 28              | 3        |          |
| 2013-14          | 28               | 5         | 2         | 0     | —     | —                | —                | —               | 30              | 5        |          |
| 2014–15          | 34               | 13        | 1         | 0     | —     | —                | —                | —               | 35              | 13       |          |
| Összesen         | Összesen         | 89        | 21        | 4     | 0     | —                | —                | —               | —               | 93       | 21       |
| Juventus         |                  |           |           |       |       |                  |                  |                 |                 |          |          |
| 2015–16          | 34               | 19        | 4         | 2     | 1     | 1                | 7                | 1               | 46              | 23       |          |
| 2016–17          | 31               | 11        | 5         | 4     | 1     | 0                | 11               | 4               | 48              | 19       |          |
| 2017–18          | 33               | 22        | 4         | 1     | 1     | 2                | 8                | 1               | 46              | 26       |          |
| 2018–19          | 30               | 5         | 2         | 0     | 1     | 0                | 9                | 5               | 42              | 10       |          |
| 2019–20          | 33               | 11        | 4         | 2     | 7     | 3                | 1                | 1               | 45              | 17       |          |
| Összesen         | Összesen         | 161       | 68        | 19    | 9     | 42               | 14               | 5               | 4               | 227      | 95       |
| Karrier összesen | Karrier összesen | 288       | 106       | 23    | 9     | 42               | 14               | 7               | 4               | 360      | 133      |

### A válogatottban
2022. december 18-án frissítve.
| Nemzeti válogatott | Év       | Meccs | Gólok |
| ------------------ | -------- | ----- | ----- |
| Argentína          | 2015     | 3     | 0     |
| Argentína          | 2016     | 3     | 0     |
| Argentína          | 2017     | 6     | 0     |
| Argentína          | 2018     | 6     | 1     |
| Argentína          | 2019     | 11    | 1     |
| Argentína          | 2020     | –     | –     |
| Argentína          | 2021     | 2     | 0     |
| Argentína          | 2022     | 5     | 1     |
| Összesen           | Összesen | 36    | 3     |

### Válogatott góljai
| #  | Dátum              | Helyszín                                        | Ellenfél | Gólja | Végeredmény | Kiírás               |
| -- | ------------------ | ----------------------------------------------- | -------- | ----- | ----------- | -------------------- |
| 1. | 2018. november 20. | Estadio Malvinas Argentinas, Mendoza, Argentína | Mexikó   | 2–0   | 2–0         | Barátságos           |
| 2. | 2019. július 6.    | Arena Corinthians, São Paulo, Brazília          | Chile    | 2–0   | 2–1         | 2019-es Copa América |

## Sikerei, díjai
Palermo
- Seria B: 2013-14

 Juventus
- Serie A: 2015–16, 2016–17, 2017–18, 2018–19, 2019–20
- Kupa: 2015–16, 2016–17, 2017–18
- Olasz Szuperkupa: 2015, 2018